# 緩衝
| ウィキペディアには「緩衝」という見出しの百科事典記事はありません（タイトルに「緩衝」を含むページの一覧/「緩衝」で始まるページの一覧）。 代わりにウィクショナリーのページ「緩衝」が役に立つかもしれません。 |